# キーストン・スタジオ
座標: 北緯34度05分10.37秒 西経118度15分34.80秒 / 北緯34.0862139度 西経118.2596667度
キーストン・スタジオ（Keystone Studios）は、映画産業初期に設立されたアメリカ合衆国の映画スタジオ。1912年7月4日、カリフォルニア州ロサンゼルス郊外のエデンデール(現在はエコー・パーク地区の一部)に、「キーストン・ピクチャーズ・スタジオ」（Keystone Pictures Studio）として、映画プロデューサーのマック・セネット(1880年-1960年)が、俳優、脚本家のアダム・ケッセル(Adam Kessel) (1866年-1946年)、映画プロデューサーでニューヨーク・モーション・ピクチャー・カンパニー(the New York Motion Picture Company)の経営者チャールズ・O・バウマン (1874年-1931年)の支援を受けて開設した。設立後数年間、キーストン・スタジオの映画撮影は、スタジオ内部をはじめ、ロサンゼルス郊外のグレンデールやシルヴァー・レイクの周辺で行われ、1915年まで配給はミューチュアル・フィルム・コーポレーションが担っていた。
創設時の建造物であるメイン・スタジオは、今日もエコー・パーク地区に現存している。 

## 映画製作

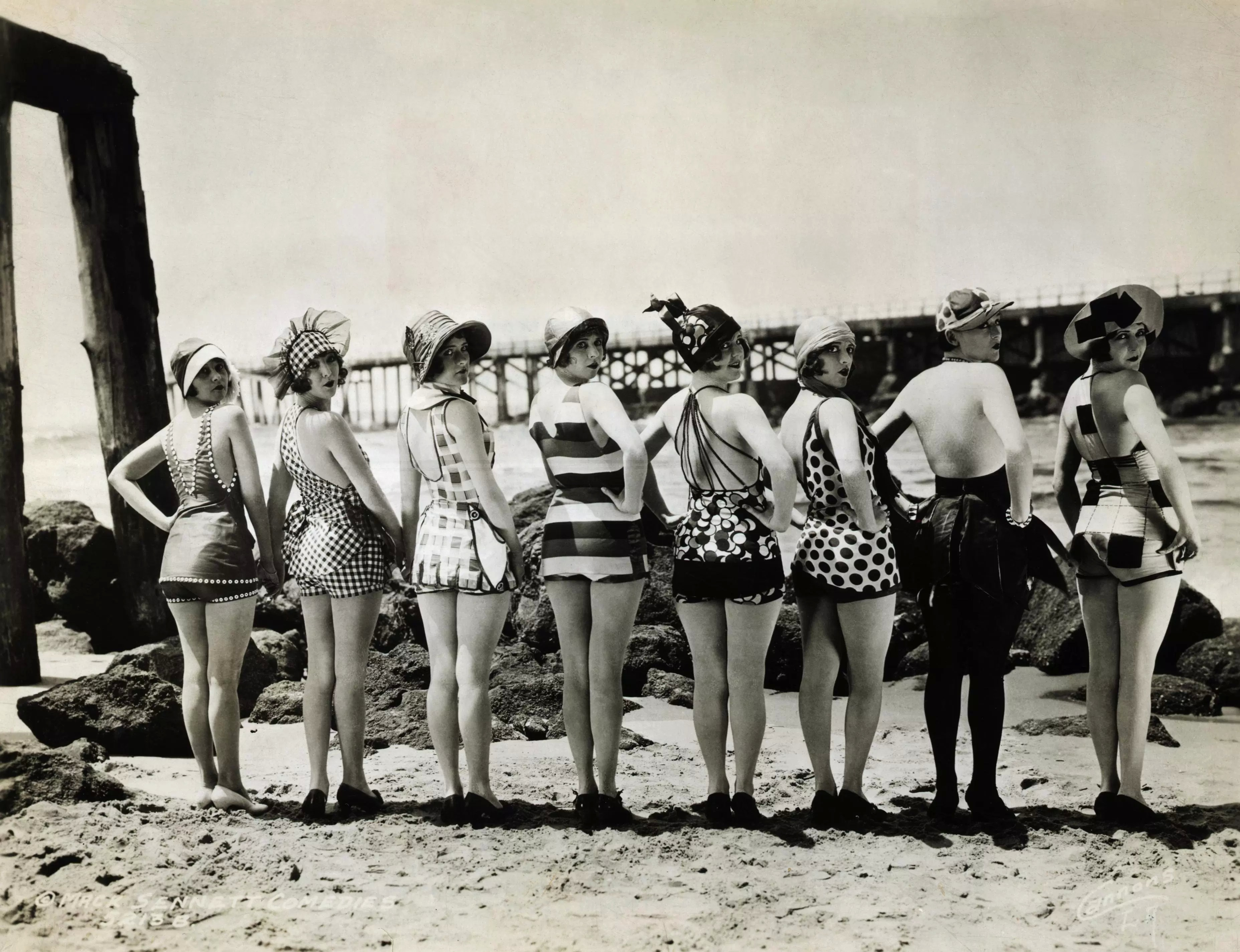
「セネット海水着美人」

キーストン・スタジオは、1912年からマック・セネットの下で製作されたキーストン・コップスのスラップスティック・コメディ映画や、1915年に登場した「セネット海水着美人」(the Sennett Bathing Beauties)の作品で、最もよく知られている。セネットによりヴォードヴィル俳優であったチャールズ・チャップリンが見出され、サイレント映画俳優としてデビューしたのもキーストン・スタジオであった。『キーストン・スタジオのチャーリー・チャップリン』(Charlie Chaplin at Keystone Studios)は、キーストン時代のチャップリンの代表的な作品を、ヴォードヴィル俳優から喜劇映画俳優、監督への転身の記録を交えて1993年に発表された再編集映画である。1915年に、キーストン・スタジオはD・W・グリフィスとトーマス・H・インスらによるトライアングル・フィルム・コーポレーション傘下の独立製作スタジオになった。 

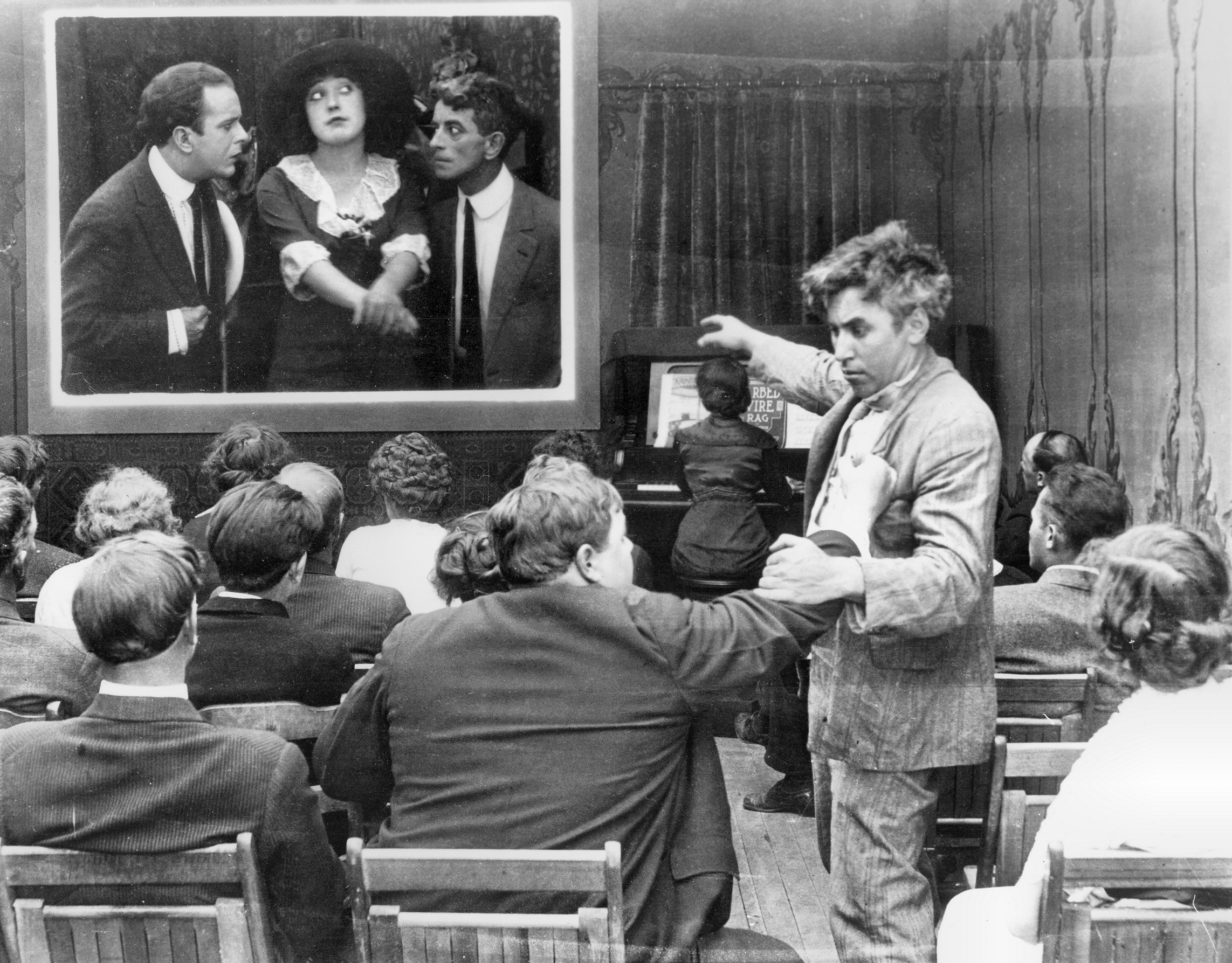
『メーベルの劇的な半生』(1913年)における映画館で観客がけんかする場面のキーストン・スタジオの俳優達。ロスコー・アーバックル(中央)、マック・セネット(その右となり、立っている人物)、メーベル・ノーマンド (スクリーン内中央の女性)。

チャップリンの他にも、マリー・ドレスラー、ハロルド・ロイド、メーベル・ノーマンド、ロスコー・アーバックル、グロリア・スワンソン、ルイーズ・ファゼンダ、レイモンド・グリフィス、フォード・スターリング、ベン・ターピン、ハリー・ラングドン、アル・セント・ジョン、チェスター・コンクリンらのサイレント映画期を代表する多くの俳優が、活動初期にキーストン・スタジオの作品に出演している。
既に名声を得ていたセネットは、1917年にキーストン・スタジオを去り、自身の映画会社を設立している(後に映画の配給はパラマウント映画が行うようになった)。セネット退社後、キーストン・スタジオの事業も縮小していき、最後は 1935年に倒産した。
キーストン・スタジオの照明機材やスタジオの施設の大部分は、ヴェニス (カリフォルニア州)のアワード・シネマ・映画機材社(Award Cinema Movie Equipment)を設立したレイモンド・キング(Reymond King)が、同年11月に購入した。
キーストン・スタジオの名称は、その後ケヴィン・スペイシー主演のコメディー、『ザ・プロデューサー』(1994年)で、製作会社の名前としてクレジットされている。
上記の映画を製作したCineville社のカール・コールパート(Carl Colpaert)と、DVD製作会社のWestlake Entertainment社のリー・キャプリン(Lee Caplin)は2005年、共同でキーストン・スタジオという映画製作、配給会社を設立し、翌年、キーストン・スタジオの名称は新たに商標登録された。

## 画像集

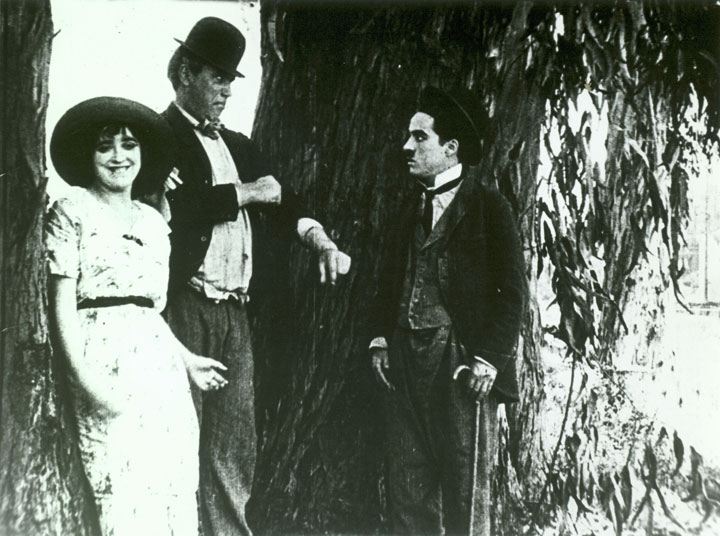
『チャップリンの衝突』(1914年)におけるメーベル・ノーマンド、マック・セネット、チャールズ・チャップリン。
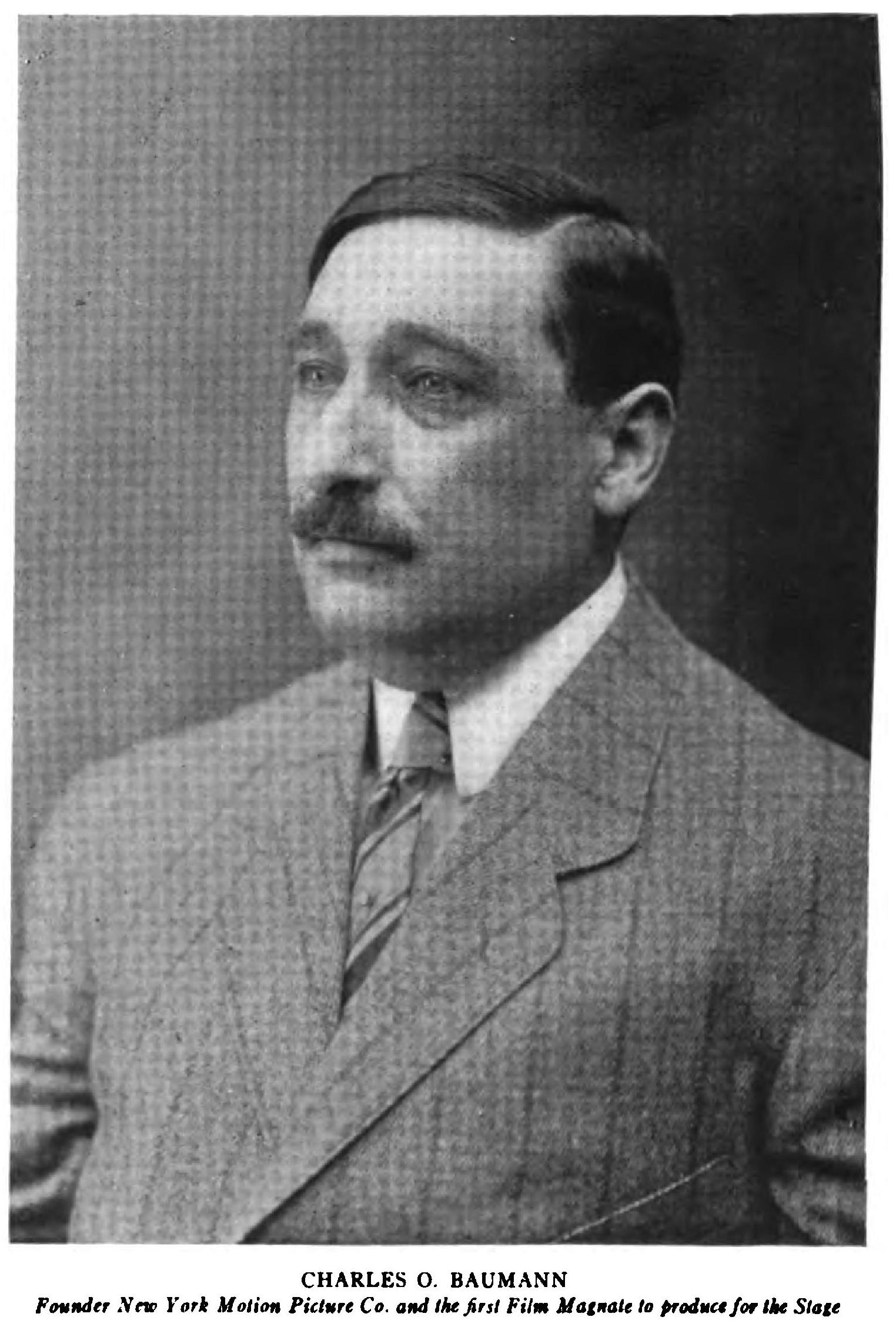
チャールズ・O・バウマン
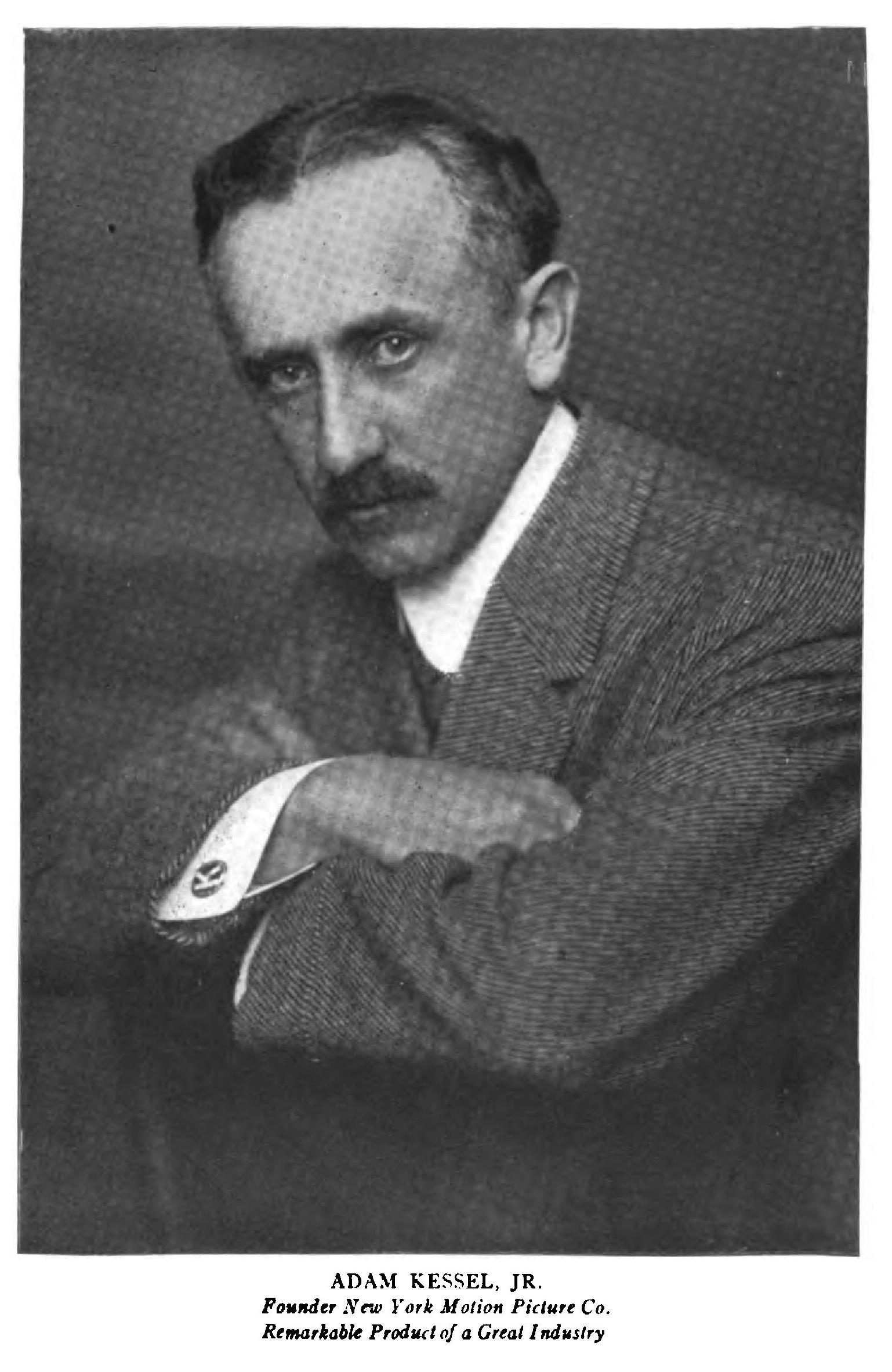
アダム・ケッセル
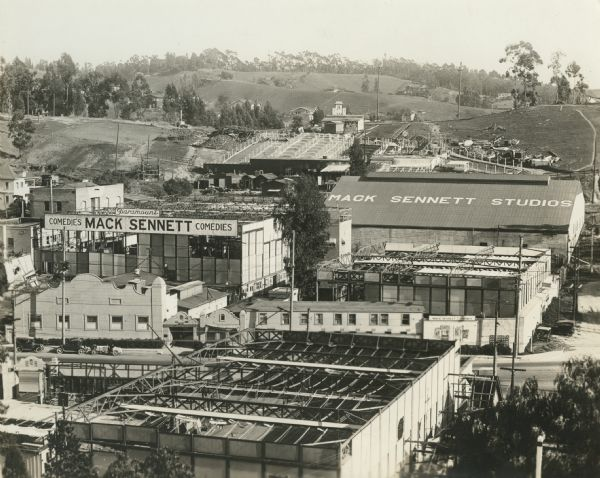
1917年頃のマック･セネットのスタジオ
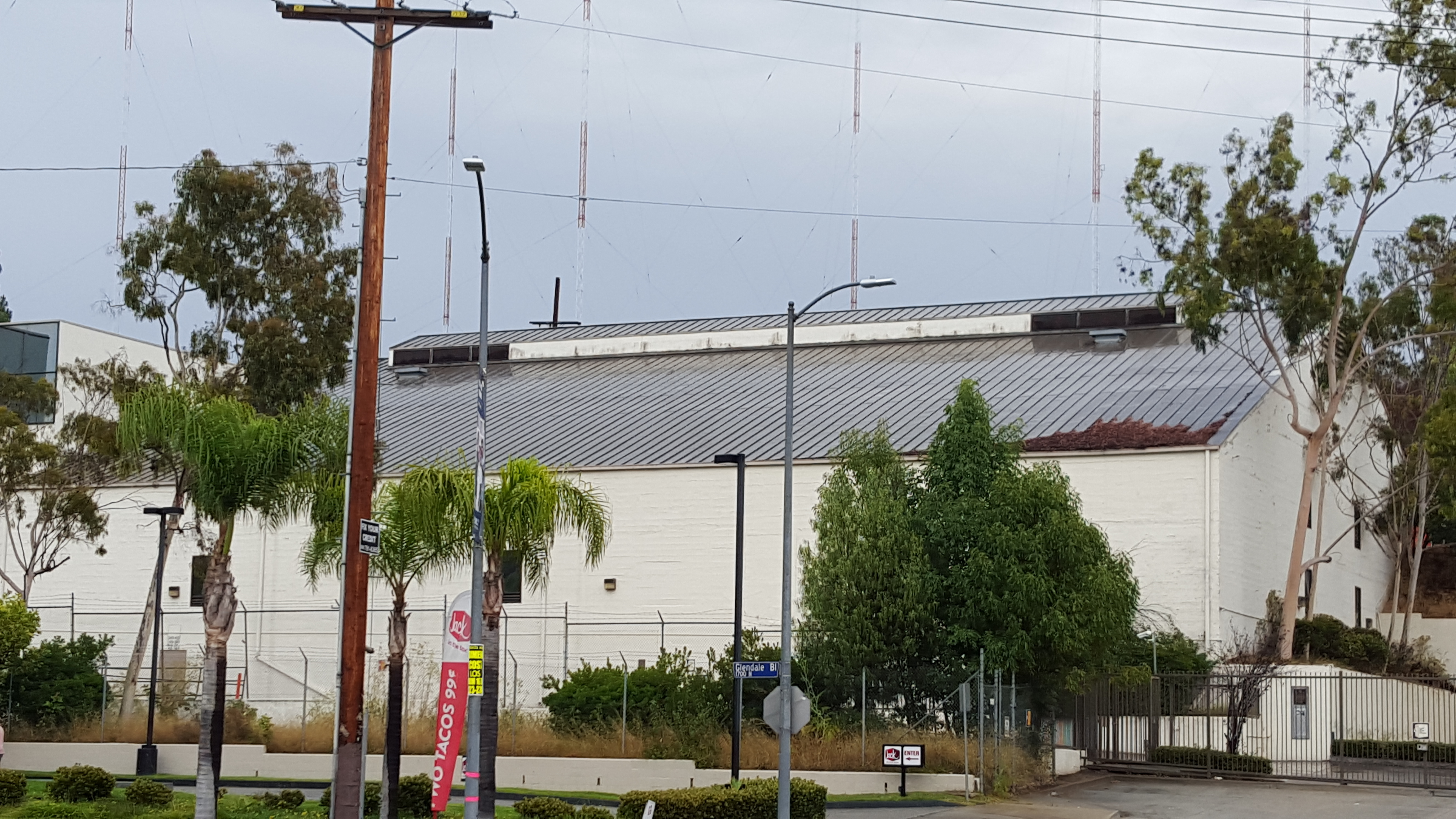
エコー・パークに今日も残るキーストン・スタジオ創設時の建造物。

## さらに読む
- Lahue, Kalton (1971); Mack Sennett's Keystone: The man, the myth and the comedies; New York: Barnes; ISBN 978-0-498-07461-5
- Neibaur, James L. (2011); Early Charlie Chaplin: The Artist as Apprentice at Keystone Studios; Lanham, MD: Scarecrow Press; ISBN 978-0-8108-8242-3
- Walker, Brent (2009);  Mack Sennett's Fun Factory Jefferson, NC:  McFarland and Co.  ISBN 978-0-7864-3610-1